# 961 до н. е.

## Події
- За одним з численних варіантів датувань царем Ізраїля стає Соломон (хоча низка дослідників заперечує його історичність як таку).

### Астрономічні явища
- 17 лютого. Гібридне сонячне затемнення.[1]
- 12 серпня. Кільцеподібне сонячне затемнення.[1]